# Buchholz (Forstgutsbezirk)
Buchholz är en skog som är ett kommunfritt område i Amt Leezen i Kreis Segeberg i förbundslandet Schleswig-Holstein i Tyskland.